# Chelif
36°2′26″N 0°7′58″Ø / 36.04056°N 0.13278°Ø
Chelif, Chelif Oued,  eller Chéliff (arabisk: وادي الشلف, Wadi ash-Shalif) er den længste og vigtigste flod i Algeriet. Floden er 725 km og den starter i Atlasbjergene og udmunder i Middelhavet nordøst for Oran, ved kordinaterne 36°2′26″N 0°7′58″Ø / 36.04056°N 0.13278°Ø. Den har uregelmæssig vandgennemstrømning og er ikke sejlbar. Der findes flere dæmninger langs floden.